# ビノスピロン
ビノスピロン（Binospirone、MDL-73,005-EF）は、5-HT1A細胞体樹状突起自己受容体では部分作動薬として作用するが、シナプス後5-HT1A受容体では拮抗薬として作用する薬物である。抗不安薬としての作用を持つ。

## 関連記事
- アザピロン